# Notoraja tobitukai
Notoraja tobitukai és una espècie de peix de la família dels raids i de l'ordre dels raïformes.

## Morfologia
- Els mascles poden assolir 50 cm de longitud total.[3][4]

## Reproducció
És ovípar i les femelles ponen càpsules d'ous, les quals presenten com unes banyes a la closca.

## Hàbitat
És un peix marí i d'aigües profundes que viu entre 300-1.000 m de fondària.

## Distribució geogràfica
Es troba a l'oceà Pacífic nord-occidental: el Japó, el mar de la Xina Oriental i Taiwan.

## Observacions
És inofensiu per als humans.